# Kalde Føtter
Kalde føtter er en norsk film fra 2006. Manuskriptet var skrevet af Thomas Moldestad. Instruktøren var Alexander Eik.

## Medvirkende
- Lasse Valdal - Kalle
- Andreas Blix Henriksen - Christer
- Benny Borg - Edgard
- Jannike Kruse - Kjersti
- Brit Elisabeth Haagensli - Britta
- Marit Andreassen - Siri (krediteret som Marit Adeleide Andreassen)
- Svein Roger Karlsen - Harald
- Assad Siddique - Khalid
- Calle Hellevang-Larsen - Lasse
- Christin Borge - Aud
- Øyvind Angeltveit - Onkel Preben
- Espen Fiveland - Nyhedsoplæser
- Jeppe Beck Laursen - Kurt (krediteret som Jeppe Laursen)
- Stein Grønli - Stein
- Alexander Eik
- Ine Marie Wilmann
- Monica Csango